# Brachioppiella magna
Brachioppiella magna är en kvalsterart som beskrevs av Lee och Subías 1991. Brachioppiella magna ingår i släktet Brachioppiella och familjen Oppiidae. Inga underarter finns listade.